# Разгрузочно-диетическая терапия
Разгрузочно-диетическая терапия (РДТ) — ограничение рациона питания либо полное голодание с лечебной или оздоровительной целью, применяемое в общепринятой медицине. Существуют методические рекомендации по проведению РДТ, утверждённые Министерством здравоохранения и социального развития РФ в 2005 году[значимость факта?]. В альтернативной медицине некоторые авторы именуют «разгрузочно-диетической терапией» свои методы «лечебного голодания», не имеющие отношения к медицине.
РДТ применяют[где?]при гипертонической болезни, при вызванных гипертонией заболеваниях почек (гипертонической нефропатии), при аллергических заболеваниях (астме), при хроническом алкоголизме и других[каких?] болезнях.
Она обладает мощным иммуносупрессивным действием, а также стимулирует функцию надпочечников и применяется в качестве одного из компонентов лечения при онкологических заболеваниях. Применение РДТ при психических заболеваниях оценивается неоднозначно и эффективность её является спорной.
Как правило, разгрузочно-диетическая терапия применяется в сочетании с курсами лечебной физкультуры, пешими прогулками. Она всегда применяется как дополнительная часть лечения, в сочетании с этиотропным (специфически направленным на излечение конкретной болезни) лечением.
Применение РДТ в официальной медицине СССР берет свое начало с создания в марте 1981 года отделения разгрузочно-диетической терапии и лечебного голодания при 68-й городской клинической больнице г. Москвы. Отделение создано по инициативе основоположника советской школы РДТ профессора Ю. С. Николаева. В течение 17 лет Николаев курировал деятельность отделения и вел на его базе прием больных. Весь период существования (1981—2006 гг.) отделение возглавлял доктор Миронов В. А..

… профессор Ю. С. Николаев счел целесообразным в 1960 г. назвать этот метод не «лечебным голоданием», а «разгрузочно-диетической терапией» (РДТ), поскольку воздержание от пищи является лишь одной из составных частей этого метода, а после краткосрочного воздержания следует диетическое питание.— Разгрузочно-диетическая терапия больных бронхиальной астмой. Алексей Кокосов, Сергей Осинин, Спецлит, 2004 г. ISBN 5299002653

## Критика
Диетолог первой категории и автор более ста работ по диетологии Р. И. Воробьёв в своей книге «Питание: мифы и реальность» высказал мнение, что лечебное голодание и РДТ — это явления одного порядка, которые являются крайностями:

И уж тем более совсем небезразлично для организма многодневное голодание, даже если именовать его лечебным или разгрузочно-диетической терапией (РДТ). Не исключено, что при ряде болезней некоторым пациентам этот метод помогает; применяют же, скажем, инсулиновый шок  при шизофрении или раке, но в исключительных случаях, по строгим медицинским показаниям и с учетом противопоказаний. Однако массовым методом лечения болезней инсулиновый шок не является. Метод голодания в качестве лечебного средства стал широко известен благодаря пропаганде его людьми, хорошо умеющими распространять свои идеи. — Р.И. Воробьев «Питание: мифы и реальность», Москва, 1997 г.